# Tecla Merlo
Tecla Merlo (* 20. Februar 1894 in Castagnito; † 5. Februar 1964 in Albano Laziale) war eine italienische römisch-katholische Ordensgründerin und Ordensoberin. Sie stand am Anfang der Paulus-Schwestern.

## Leben und Werk

### Die Anfänge der Paulusschwestern
Teresa Merlo wuchs unweit von Alba (Provinz Cuneo) in ländlichen, aber begüterten Verhältnissen auf. 1912 richtete sie im Elternhaus ein Schneiderinnenatelier ein und nahm Lehrlinge auf. Im Juni 1915 traf sie in Alba auf den zehn Jahre älteren Priester Giacomo Alberione, dem (im Rahmen der von ihm konzipierten und nach dem Apostel Paulus benannten Paulusfamilie zur Verbreitung des Katholizismus über die Medien) die Gründung einer Frauengemeinschaft vorschwebte. Teresa sagte ihm Unterstützung zu und wandelte ihr Atelier zunehmend um in einen Verkaufsraum für Devotionalien und fromme Literatur, ferner in ein Atelier für das Erlernen des Druckerhandwerks, und nutzte ihn zusätzlich für Katechismusunterricht. 1916 legte sie zusammen mit zwei Mitarbeiterinnen private Gelübde ab. Geistlicher Leiter war Francesco Chiesa (1874–1946).

### Susa
Auf Einladung des Bischofs von Susa, Giuseppe Castelli, schickte Alberione im Dezember 1918 Teresa Merlo und einige Mitarbeiterinnen nach Susa, um dort das verwaiste diözesane Wochenblatt La Valsusa zu übernehmen. Die zu diesem Behufe übernommene Druckerei wurde Paulus-Druckerei genannt. Ferner wurde eine Paulus-Buchhandlung eröffnet. Die Bezeichnung „Paulusschwestern“ wurde in Susa zum ersten Mal öffentlich. 1922 kam es zur offiziellen Profess von neun Schwestern, unter denen Teresa Merlo (nunmehr unter dem Ordensnamen Tecla, nach Thekla von Ikonium, der Schülerin des Apostels Paulus) von Alberione auf 12 Jahre zur Oberin ernannt wurde. 1923 rief Alberione seine Paulusschwestern nach Alba zurück.

### Oberin in Alba und Rom
Nachdem 1927 die Paulusfamilie nach diözesanem Recht konstituiert war, gelang dies 1929 auch für die Kongregation der Paulusschwestern und ihre Konstitutionen. Ab 1928 kam es zu einer Reihe von Tochtergründungen, zuerst in Italien (die erste in Salerno), dann auch im Ausland (Brasilien, Argentinien, Vereinigte Staaten). Nach ihrer Bestätigung als Oberin im Jahre 1935 machte Tecla Merlo zahlreiche Visitationsreisen zu den Tochtergemeinschaften (1961 auch nach Afrika). Von 1931 bis 1938 betreuten die Paulusschwestern die innovative Zeitschrift Famiglia Cristiana (französische Nachahmung 1978: Famille chrétienne), von 1955 bis 1966 gaben sie die Wochenzeitschrift für Mädchen Così heraus.
Ab 1936 amtierte Tecla Merlo im Generalat der Paulusfamilie in Rom, wo sie 1957 wieder zur Generaloberin gewählt wurde. Im Juni 1963 krank geworden, erlebte sie im Dezember 1963 noch die Veröffentlichung des Konzilsdekrets Inter mirifica über die sozialen Kommunikationsmittel und das von ihr gelebte Presseapostolat und starb zwei Monate später. Ihr Grab befindet sich in der Kirche Santa Maria Regina degli Apostoli alla Montagnola. Sie gilt als Mitgründerin der Paulusschwestern. Der Prozess ihrer Seligsprechung ist eingeleitet.

## Werke (postum)
- Vi porto nel cuore. Lettere circolari alle figlie di san Paolo. Rom 1989.
- Saggezza di vita. Pensieri di Tecla Merlo. Turin 1993.
- Un cuor solo un’anima sola. Conferenze. Meditazioni 1954–1963. Rom 1993.
- Semi di sapienza per il cristiano di oggi, hrsg. von Mercedes Mastrostefano. Mailand 2005.
- Fürchtet euch nicht! Die Kraft einer Verheißung. Gedanken. Düsseldorf 2015.